# Châbons
Châbons is een gemeente in het Franse departement Isère (regio Auvergne-Rhône-Alpes). De plaats maakt deel uit van het arrondissement La Tour-du-Pin. In de gemeente ligt spoorwegstation Châbons. Châbons telde op 1 januari 2022 2.152 inwoners.

## Geografie
De oppervlakte van Châbons bedroeg op 1 januari 2022 18,14 vierkante kilometer; de bevolkingsdichtheid was toen 118,6 inwoners per km².

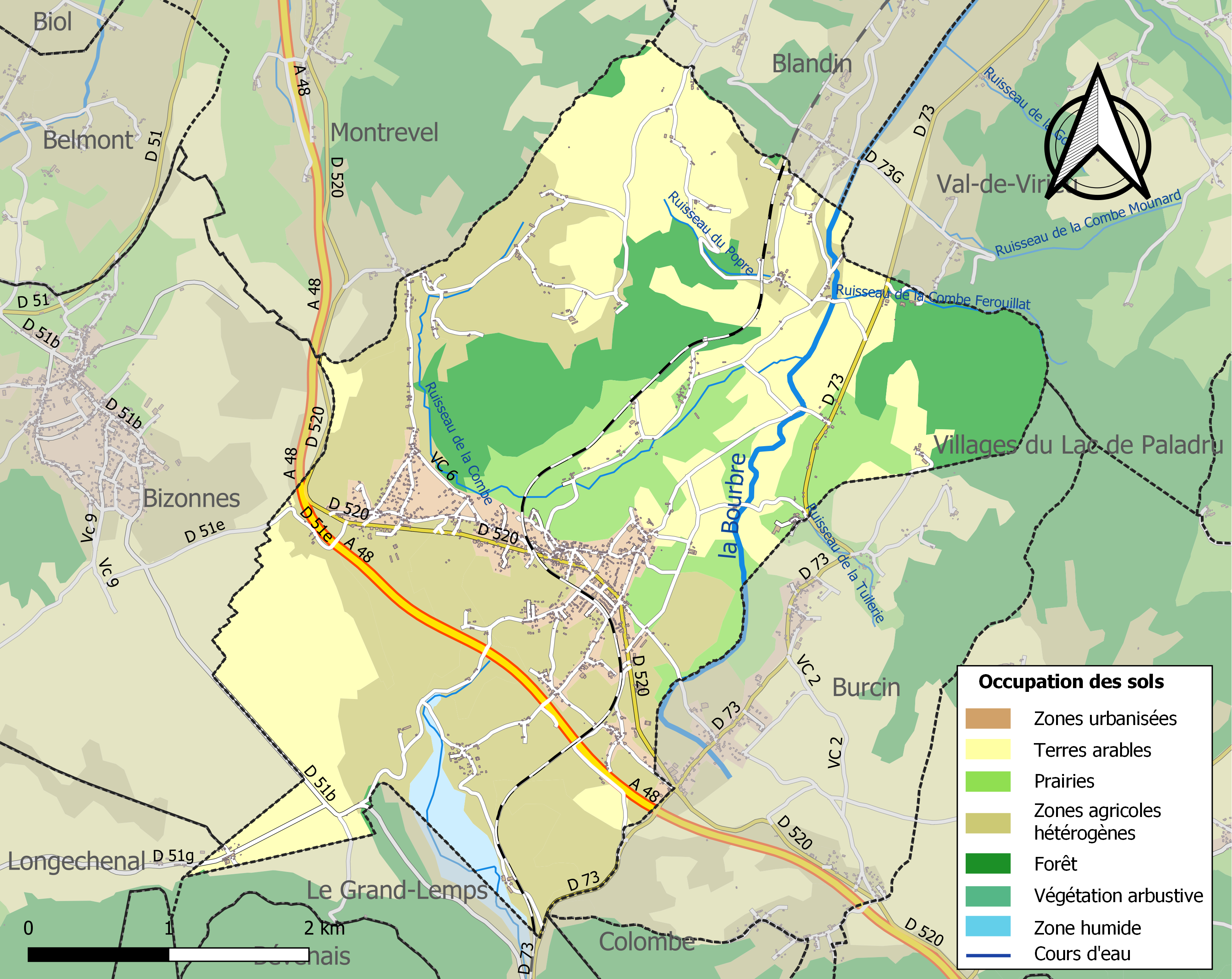
Kaart van de gemeente met de belangrijkste infrastructuur, bodemgebruik en omliggende gemeenten

## Demografie
Onderstaande figuur toont het verloop van het inwonertal (bron: INSEE-tellingen).